# Pembroke Real Estate
Pembroke Real Estate är ett internationellt fastighetsbolag grundat 1997. Bolaget har kontor i Boston, London, Stockholm, Sydney och Tokyo, och äger en golvyta om cirka 655 000 kvadratmeter.